# Тысячелетие (фильм)
«Тысячелетие» (англ. Millennium) — фантастический кинофильм о путешествиях во времени, вышедший на экраны в 1989 году. Фильм снят режиссёром Майклом Андерсоном по мотивам повести 1977 года «Воздушный налёт» (англ. «Air Raid») Джона Варли.

## Сюжет
Пассажирский авиалайнер сталкивается с другим самолётом. Пилот посылает бортинженера оценить повреждения, но тот возвращается с криком «Они все мертвы! Они все сгорели!» Эта реплика фиксируется записывающим устройством. Оба самолёта терпят крушение, в котором не остается выживших.
Расследованием причин катастрофы руководит следователь Национального совета по безопасности на транспорте Уильям Смит. Комиссия с удивлением прослушивает сообщение бортинженера, поскольку известно, что пожар начался уже после падения. Один из следователей показывает Смиту несколько уцелевших часов, которые отсчитывают время в обратную сторону. На пресс-конференции комиссии физик-теоретик доктор Арнольд Мейер спрашивает у Смита о возможных необъяснимых явлениях. Позже на лекции, где тоже присутствует Смит, доктор рассказывает о путешествиях во времени и возможности прихода «гостей из будущего».
После конференции Смит знакомится с Луизой, которая представилась сотрудницей авиакомпании, и проводит с ней ночь. В разговоре женщина признаётся Смиту, что её заветная мечта — родить ребёнка. Смита, которому Луиза кажется очень знакомой, до слез трогает эта откровенность, и он решает, что нашёл свой идеал женщины. Утром Луиза уговаривает его взять отпуск и остаться с ней, но Смит, повинуясь чувству долга, уходит на работу. Буквально через несколько секунд, поняв, насколько ему дорога случайная знакомая, он бегом бежит обратно в номер, но обнаруживает его прибранным и пустым. Женщина бесследно исчезла. 
Следующей ночью Смит находит среди обломков самолёта странное устройство, которое при попытке исследования парализует его электрическим током. Сразу же после этого в ангаре появляется группа девушек, которые изымают устройство, а потом уходят в светящийся портал. В одной из девушек Смит узнаёт Луизу. Придя в себя в пустом ангаре, следователь в отчаянии зовёт свою возлюбленную.
Пройдя через портал, Луиза оказывается в далёком будущем, отстоящем на тысячелетие от нашего времени. Планета отравлена и загрязнена, люди потеряли способность к воспроизводству, человечество вымирает. (Именно этим обстоятельством объясняется мечта Луизы). Городской Совет, состоящий из мудрых древних стариков, нашёл выход: секретные агенты, к которым принадлежит и Луиза, путешествуют в прошлое, похищая оттуда здоровых людей, способных к деторождению. Поскольку изменение истории чревато опасными «сотрясениями времени», агенты забирают лишь тех, у кого, согласно хроникам, нет будущего: их целью являются люди, погибшие в масштабных авиакатастрофах. Вместо спасённых ими пассажиров агенты помещают на борт лайнеров точные копии, способные обмануть экспертов XX века. 
Команду Луизы тотчас отправляют в новую миссию — в 1963 год. Под видом стюардесс девушки проникают на борт самолёта, который должен вскоре разбиться. Находящийся на борту вооружённый психопат, своими действиями спровоцировавший крушение, смертельно ранит стюардессу, заслонившую пассажиров собой, и она теряет свой «глушитель», необходимый для обездвиживания спасаемых людей. Остальные агенты, расправившись с убийцей, доводят миссию до конца. Единственный человек, оставленный ими на борту — подросток, который, согласно записям, выжил в катастрофе.
Совет крайне обеспокоен пропажей двух глушителей, поскольку их нахождение в прошлом может вызвать разрушительный временной парадокс. Просмотрев записи с камер, правительство видит в ангаре пришедшего в себя Смита, зовущего Луизу. Луиза искренне удивлена: она никогда раньше не встречала этого человека, и ему неоткуда знать её имя. Тем не менее, Совет, разобравшись в ситуации, понимает, что линии Смита и Луизы уже пересеклись, и посылает девушку в очередную миссию с целью отвлечь Смита от расследования. Временное кольцо замыкается: Луиза, прибывшая в прошлое за день до аварии, действительно знакомится со следователем и пытается удержать его от похода в ангар, но, как вторично видит зритель, терпит неудачу. Не дождавшись возвращения Смита на несколько секунд, Луиза покидает номер через временной портал.
Смит, придя из ангара, посещает доктора Мейера и рассказывает свою историю. Также он сообщает, что в 1963 году он, будучи подростком, оказался единственным выжившим в страшной авиакатастрофе. Доктор в ответ показывает точно такой же глушитель, найденный им среди обломков лайнера 1963 года. Мейер уверен, что жители будущего забирают людей из нашего времени для достижения определённой цели, которая становится очевидной после рассказа Смита о мечте Луизы. Смит вспоминает странных девушек на борту - и понимает, почему Луиза при встрече показалась ему такой знакомой.
Из открывшегося в комнате портала неожиданно появляется сама Луиза. Она полностью подтверждает теорию доктора и убеждает мужчин вернуть ей глушитель. Однако Мейер, уже готовый отдать девушке прибор, нечаянно замыкает его и погибает. Луиза помнит из учебников, что именно доктор Мейер был теоретиком, заложившим основы путешествий во времени, и осознает, что его гибель повлечёт за собой сокрушительный парадокс. Не зная, что ей делать, девушка возвращается в будущее, взяв Смита с собой.
В городе будущего есть средства защиты от парадоксов, но они оказываются недостаточными, поскольку датчики фиксируют волны времени неограниченной силы: смерть доктора Мейера неотвратимо уничтожает предыдущую реальность. Совет приказывает отправить всех людей в ещё более далекое будущее, до которого не докатятся волны. Там, в будущем, здоровые мужчины и женщины XX века возродят человечество. Члены Совета, привязанные к городским системам жизнеобеспечения, не могут эвакуироваться, и потому объявляют о завершении работы и прощаются друг с другом. Смит призывает Луизу последовать за ним в будущее. Луиза, считающая себя бесплодной, поначалу отказывается, но её личный робот Шерман, приставленный к ней с самого детства, переубеждает девушку, сообщая, что она - редкий уникум: её здоровье в порядке, и она уже ждёт ребенка, отцом которого является Уильям Смит. Люди уходят в будущее, капсулы членов Совета сгорают в огне, а потом и весь город гибнет в чудовищном взрыве.
Фильм заканчивается словами Черчилля за кадром: «Это не конец. И это не начало конца, но уже конец начала».

## В ролях
- Крис Кристофферсон — Уильям Смит
- Шэрил Лэдд — Луиза Балтимор
- Дэниел Дж. Траванти — доктор Арнольд Мейер
- Брент Карвер — Ковентри
- Роберт Джой — робот Шерман

## Награды и номинации
- 1990 — премия Canadian Society of Cinematographers Awards